# Prosper Rachon
L'abbé Joseph Prosper Marie Rachon, dit « le Révérend Père Rachon », est un jésuite, prélat et académicien français, né le 1er mars 1830 à Saint-Laurent-sur-Othain (Meuse) et décédé le 12 janvier 1922 à Saint-Jean-lès-Longuyon (Meurthe-et-Moselle).

## Biographie
Fils de Jean-Baptiste Rachon (1801-1875), instituteur et membre du Tiers-ordre de saint François, et de Marie-Catherine-Joséphine Montant (1805-1868). 
Neveu de Mgr Jean-Louis Montant (1808-1885), dignitaire ecclésiastique au diocèse de Verdun (Meuse). Issu d'anciennes familles lorraines, vouées aux responsabilités multiples et aux grandes vocations,
il est ordonné prêtre le 26 mai 1866 à Beauvais (Somme). 

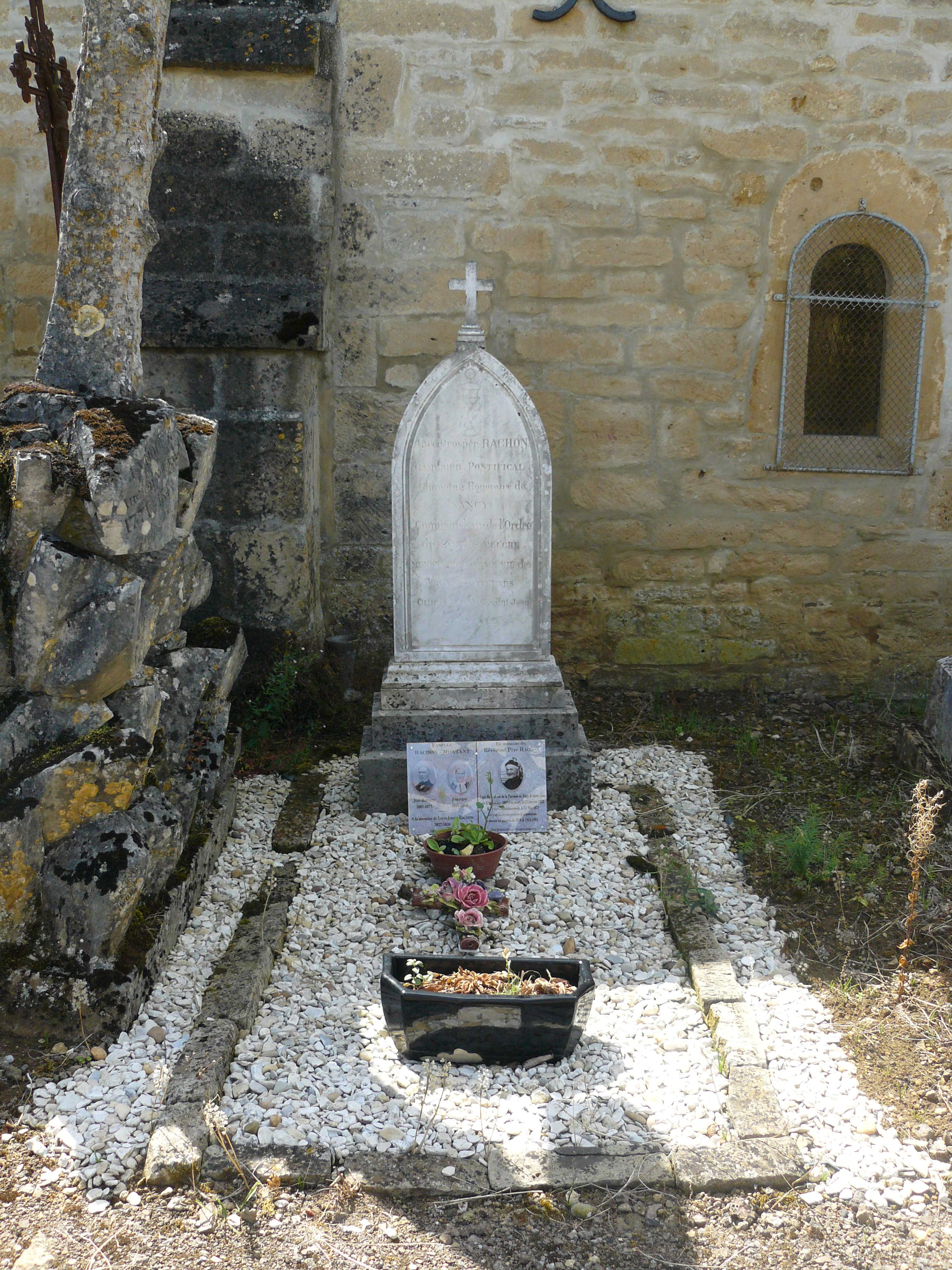
Sépulture du Père Rachon

Dignitaire Pontifical, académicien et maître-conférencier, théologien et historien et musicien, le Révérend Père Rachon, très représentatif du clergé rural à la charnière des XIXe et XXe siècles, fait sans nul doute parti de ces grandes figures et personnalités ecclésiastiques de France, qui ont été à l'avant-garde de l'apostolat de leur temps. Homme humainement et infiniment généreux, il fera de son sacerdoce une réalité spirituelle, une source de charité exemplaire tout au long de sa longue vie.
Il repose au cimetière Saint-Martin, au hameau de Ham-lès-Saint-Jean (commune de Saint-Jean-lès-Longuyon), où sa sépulture a été restaurée en juin 2007.

## Ses œuvres
- 1887 - Le père Rachon, a été l'un des premiers prêtres à instaurer le culte et la dévotion à Jeanne d'Arc. Jusqu'en 1914, une statue mesurant 1,60 mètre était érigée sur le territoire de la commune de Saint-Jean-lès-Longuyon. Le 8 mai 1920, il participa également à la canonisation de la Pucelle.

- 20 septembre 1897 - La restauration du culte de saint Montan, précurseur de saint Rémi et ermite des vallées de l'Othain, du Rhône et de l'Oise.

## Études, titres et diplômes
- Instituteur-adjoint publique à l'École Saint-Benoît à Marville, Meuse (1850-1860)
- Noviciat Saint-Stanislas-Kostka de Issenheim, Haut-Rhin (1854-1861)
- Professeur au Collège Saint-Geneviève à Paris (1858-1859)
- Professeur au Collège Jésuite de l'Immaculée-Conception à Paris-Vaugirard (1859-1861)
- Licencié de Philosophie à Laval (1861)
- Professeur de latin et d'histoire au Collège de la Providence à Amiens (1866-1869)
- Ordonné prêtre à Beauvais, Somme (26 mai 1866)
- Administrateur de la paroisse de Ham et Saint-Jean-lès-Longuyon (1869-1872)
- Curé-desservant de la paroisse de Ham et Saint-Jean-lès-Longuyon (1872-1922)
- Membre de l'Association de Prières (1875)
- Membre de l'Académie des Arcades-Athènes
- Membre de l'Association Française pour l'Avancement des Sciences (1886-1890)
- Professeur de l'Académie Romaine de Saint-Thomas-d'Aquin (entre 1886 et 1889)
- Correspondant de l'Académie Pontificale du Tibre
- Chevalier de l'Ordre du Saint-Sépulcre de Jérusalem (à partir de 1878)
- Commandeur de l'Ordre du Saint-Sépulcre de Jérusalem (à partir de 1906)
- Camérier Pontifical (prélat) de Sa Sainteté le Pape Léon XIII
- Grand-Croix de l'Ordre du Saint-Sépulcre de Jérusalem

## Décorations et distinctions
- Avec les précieux encouragements du Pape Léon XIII, à la suite du pèlerinage du couronnement solennel de la statue de la "Santa Maria-Bambina" à la Cathédrale de Milan, le 8 décembre 1900, le Camérier Prosper Rachon, a reçu avec honneur et mérite, une réplique de la miraculeuse statue italienne, cadeau personnel du Pape. En effet, sa ferveur décuplée, le Père Rachon avait suivi et su encourager les actions de Léon XIII, lors de ses décisions sur le ralliement de l'Église à la République Française en 1892, ainsi que dans une série d'encycliques sur la société moderne et l'encouragement du catholicisme social et de la pénétration religieuse du monde ouvrier. La statue de la "Santa-Bambina" se trouve actuellement à l'intérieur de l'église N-D de la Nativité à Saint-Jean-lès-Longuyon.

- À la fin de la première Guerre Mondiale, le clergé nancéien, présidé par le Conseil épiscopal et le Vénérable Chapitre de la Cathédrale de Nancy, accroît son attention de distingué les mérites au Père Rachon pour son héroïque zèle et son dévouement au péril de sa vie, qu'il a déployé pendant l'occupation allemande. Ainsi Mgr Ruch, évêque de Nancy-Metz, le nomme Chanoine Honoraire de sa Cathédrale le 17 janvier 1919.

## Écrits et ouvrages
- Arthus et Breppo, Drame Lyrique en 1 Acte (paroles et musique), Ed. Laurent, Verdun, 1852.
- Fouilles et découvertes à Hyssarlick et Mycène, In Compte rendu de la 15e session du congrès de l'AFAS à Nancy (p. 186). Paris : Association française pour l"Avancement des Sciences, 1886.
- Saint Montan, Ermite dans les vallées de l'Othain, du Rhône et de l'Oise, C. Paillard, Abbeville, 1897.
- 3e centenaire du miracle des Hosties de Faverney, Haute-Saône, Diocèse de Besançon, 1908.

## Conférences
- Fouilles et découvertes à Hyssarlick et Mycène au Congrès d'Anthropologie à Nancy (1886)
- Le Signe de la Croix dans l'Antiquité au Congrès de Limoges (12 août 1890)
- Congrès Scientifique de Bruxelles (16 avril 1891)

## Iconographie
- 1927 portrait par le sculpteur Francis La Monaca